# جواز سفر تونغي
جواز السفر التونغي هو وثيقة السفر الدولية التي يتم إصدارها لمواطني تونغا.

## متطلبات التأشيرة

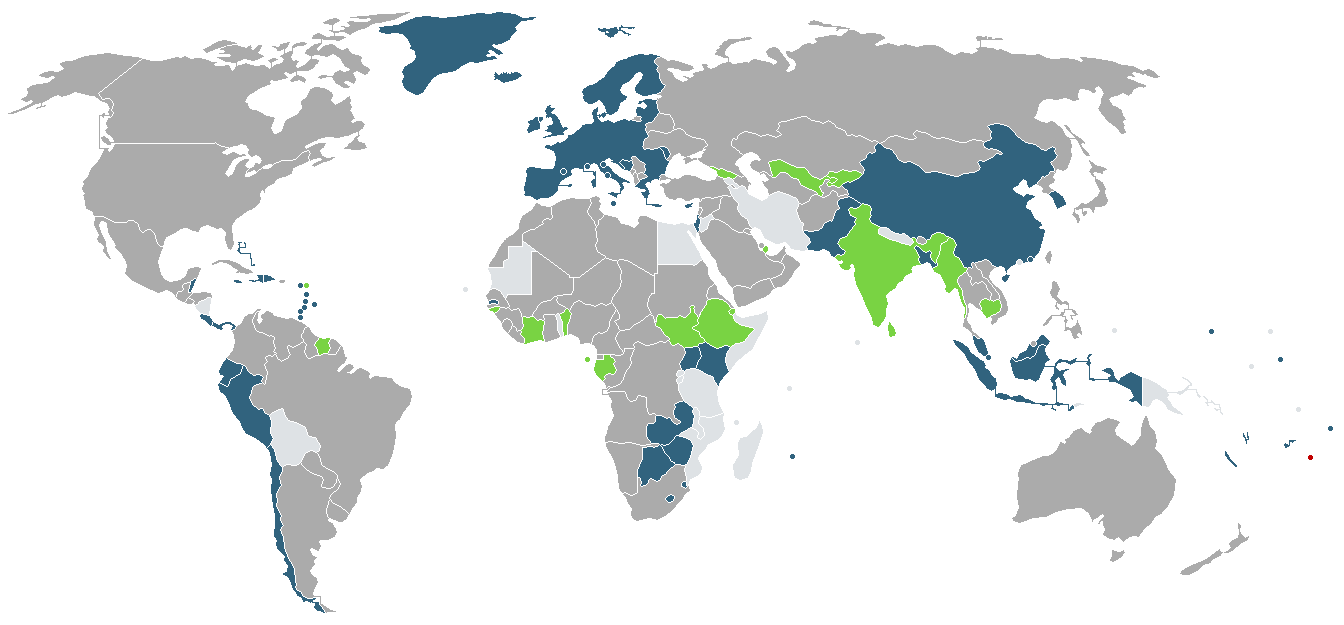
البلدان والأقاليم التي لا تفرض تأشيرة أو تطلب تأشيرة دخول عند الوصول للجهة، لحاملي جواز سفر تونغي.

اعتبارًا من 2 يوليو 2019 كان المواطنون التونغانيون يتمتون بدخول 123 دولة وإقليم بدون تأشيرة أو تأشيرة عند الوصول، مما أدى إلى تصنيف جواز السفر التونغي في المرتبة 46 من حيث حرية السفر وفقًا مؤشر هينلي لجوازات السفر.
وقعت تونغا اتفاقية التنازل عن التأشيرة المتبادلة مع دول منطقة شنغن في 20 نوفمبر 2015.

## جواز سفر تونجي محمي
باع ملك تونغا جوازات سفر محمية إلى أشخاص ليسوا من مواطني تونغا. لا يمكن لحاملي هذه الجوازات الدخول أو الاستقرار في تونغا باستخدام جواز السفر هذا. بشكل عام، هؤلاء الحاملون هم من اللاجئين وعديمي الجنسية والأفراد الذين لا يمكنهم الوصول إلى أي سلطة أخرى لإصدار جوازات السفر لأسباب سياسية.
بعض البلدان/المناطق مثل هونغ كونغ، لا تعترف بجواز سفر تونغي المحمي كوثيقة سفر شرعية وترفض دخول حاملها.